# جاك وادزورث
جاك وادزورث (بالإنجليزية: Jack Wadsworth)‏ هو لاعب كرة قاعدة أمريكي، ولد في 17 ديسمبر 1867 في ويلينغتون في الولايات المتحدة، وتوفي في 8 يوليو 1941 في إليريا في الولايات المتحدة.

## وصلات خارجية
- جاك وادزورث على موقعبيزبول رفرنس.كوم (الدوري الرئيسي) (الإنجليزية)
- جاك وادزورث على موقعبيزبول رفرنس.كوم (الدوري الثانوي) (الإنجليزية)